# AliOS
AliOS（アリオーエス）は、中華人民共和国のアリババグループの子会社であるAlibaba Cloudによって開発されたオペレーティングシステムである。
本項目では前身に当たるAliyun OS（中国語: 阿里云OS）、およびYunOS（中国語: 云OS）についても記述する。

## 歴史
2011年7月28日、Alibaba CloudはAliyun OSをリリースした。
2012年5月までに、Aliyun OS搭載のスマートフォンの100万台が販売された。
2012年9月20日、アリババグループはAliyun OSがアリババクラウドビジネスグループから独立して運営され、アリババグループにより直接管理されることを発表した。アリババグループの最高データ責任者（CDO）の陸兆禧が同時に事業の社長を務め、アリババグループの最高技術責任者の王堅将が事業の会長兼CTOを務める。また、アリババグループはAliyun OSへ2億米ドルを投資し、Aliyun OSはアリババグループの戦略的製品になると述べた。
2012年9月13日、エイサーとアリババグループは共同で、Aliyun OSを搭載したA800の新たな携帯電話発売会議を開始した。Googleは、エイサーがオープン・ハンドセット・アライアンスのメンバーとして、不完全なAndroidシステムを実行している携帯電話を販売してはならないと考えており、エイサーはAliyun OSを搭載した携帯電話の開発と販売を妨げられているという。
2013年、名称をAliyun OS（中国語: 阿里云OS）からYunOS（中国語: 云OS）に変更した。
2014年7月、YunOSは政府調達協定サプライヤーリストに選出され、唯一のモバイルオペレーティングシステムとして2014年中央政府調達協定サプライヤーリストに選出された。
2016年末の出荷により、市場の14%を占める、中国で2番目に大きなオペレーティングシステムになると予想されていた。YunOSの最新の公開バージョンであるYunOS5 Atomは、Android 6.0のフォークバージョンとして2015年12月10日にリリースされた。
2017年10月、アリババグループは急成長するモノのインターネットセクターの投資を集中するために、オペレーティングシステム戦略をアップグレードすることを決定した。動きの一環として、アリババグループはYunOSからAliOSにリブランドした。これはモバイル、産業、IoTデバイス向けのOSソリューションを提供するオペレーティングシステムであり、同時にアリババグループはAliOS Thingsという名称のAliOSのオープンソースIoTエディションを発表した。

## AliOS Things
AliOS Things（アリオーエス・スィングス）は、2017年10月20日にGitHubでオープンソースプロジェクトとしてリリースされた、AliOSのIoTバージョンである。同年、Alibaba Cloudが「Computing Conference 2017 in Hangzhou」にて発表した。階層化アーキテクチャとコンポーネントアーキテクチャを採用し、リアルタイムオペレーティングシステムとLinuxプロファイルをサポートして、IoTの多様なハードウェア環境に適応する。また、複数の統合開発環境やuDevice Center、コンポーネントリポジトリを含む一連のツールも提供する。